# Volleyteam Roeselare 2021-2022
Questa voce raccoglie le informazioni riguardanti il Volleyteam Roeselare nelle competizioni ufficiali della stagione 2021-2022.

## Organigramma societario
Area direttiva
- Presidente: Francis De Nolf
- Team manager: Gerdy Geleyn, Stijn Dejonckheere

Area tecnica
- Allenatore: Steven Vanmedegael
- Allenatore in seconda: Bram Van den Hove, Dieter Geleyn
- Scout man: Ann Van Landeghem

Area sanitaria
- Medico: Wouter Dierynck
- Fisioterapista: Matthias Terryn, Stefaan Vandecappelle

## Rosa
| N° | Nome                 | Ruolo | Data di nascita  | Nazionalità sportiva |
| -- | -------------------- | ----- | ---------------- | -------------------- |
| 1  | Dennis Deroey        | L     | 14 agosto 1987   | Belgio               |
| 3  | Bram Van den Hove    | L     | 27 dicembre 1992 | Belgio               |
| 4  | Stijn D'Hulst        | P     | 24 aprile 1991   | Belgio               |
| 5  | Pieter Coolman       | C     | 24 aprile 1989   | Belgio               |
| 6  | Michiel Ahyi         | O     | 28 luglio 1998   | Paesi Bassi          |
| 7  | Stijn Van Schie      | O     | 19 febbraio 1995 | Paesi Bassi          |
| 8  | Matthijs Verhanneman | S     | 8 dicembre 1988  | Belgio               |
| 9  | Arno Van de Velde    | C     | 30 dicembre 1995 | Belgio               |
| 10 | Mathijs Desmet       | S     | 28 gennaio 2000  | Belgio               |
| 11 | Märt Tammearu        | S     | 17 marzo 2001    | Estonia              |
| 13 | Sander Depovere      | P     | 8 gennaio 1995   | Belgio               |
| 15 | Basil Dermaux        | S     | 9 febbraio 2003  | Belgio               |
| 17 | Rune Fasteland       | C     | 17 dicembre 1995 | Norvegia             |
| 18 | Josse Devarrewaere   | L     | 22 giugno 1999   | Belgio               |
| 19 | Filip Gavenda        | O     | 13 gennaio 1996  | Slovacchia           |
| 19 | François Lecat       | S     | 19 aprile 1993   | Belgio               |